# Me enamoro de ti (miniserie)
Me enamoro de ti es una mini-telenovela boliviana producida dentro del programa de concursos Calle 7 y emitida por la Red Unitel. Se emitió entre el 25 de abril y el 29 de mayo de 2018 y tuvo la participación de la mayoría de protagonistas provenientes del reality show, siendo la única producción donde se involucra a participantes del mismo.

## Argumento
El director de teatro Jean Pierre Toulouse convoca un casting para montar la obra Romeo y Julieta de William Shakespeare, donde son partícipes nuestros protagonistas Isabel, Camila, Bárbara, Alejandro y Lucas. Afloran los conflictos y solamente el amor, uno de los sentimientos más puros resolverá todo.

## Elenco
- Fiorella Zamora
- Jorge Robledo
- Natalie Vargas
- Diego Merrit
- Moira Barriga
- Alejandro Molina
- Yuvinca Arredondo

## Producción

### Ficha técnica
- Director: Pato Romay Rabaj
- Producción: Alejandra Soto y Anita Candia
- Guión: Juan Pablo Richter y Scarlet Rodriguez
- Dirección de fotografía: Juan Eduardo Serna
- Dirección de arte: Alfredo Román
- Dirección de sonido: Luis Villagomez
- Vestuario: Viviana Soliz
- Montaje: Fernando Palmero
- Equipo técnico: Dinka Coco y Bergman Arteaga

## Episodios

### Temporadas
|  | 1 | 25 | 25 de abril de 2018 | 29 de mayo de 2018 | Unitel |